# Jorden är en syndfull sång
Jorden är en syndfull sång (fi: Maa on syntinen laulu) är en finländsk naturalistisk film från 1973 om Lapplands natur och folk, om religion, sexualitet och döden. Filmen ansågs som "en av de kraftfullaste nordiska filmerna" under sin tid.[källa behövs] Filmen regisserades av Rauni Mollberg, med Maritta Viitamäki, Pauli Jauhojärvi, Aimo Saukko och Milja Hiltunen i rollerna.
Jorden är en syndfull sång bygger på en debutroman av Timo K. Mukka från 1964 med samma namn. Filmen kritiserades – trots sin kommersiella framgång – för att enbart visa de råa och naturalistiska sidorna i boken och utesluta de finstämda och lyriska.[källa behövs]

## Rollista
| Maritta Viitamäki   | – Martta Mäkelä         |
| Pauli Jauhojärvi    | – Juhani Mäkelä         |
| Aimo Saukko         | – Old man Mäkelä        |
| Milja Hiltunen      | – Alli Mäkelä           |
| Sirkka Saarnio      | – Elina Pouta           |
| Niiles-Jouni Aikio  | – Oula                  |
| Veikko Kotavuopio   | – Kurki-Pertti          |
| Jouko Hiltunen      | – Hannes                |
| Osmo Hettula        | – The preacher          |
| Maija-Liisa Ahlgren | – Aino Liinukorpi       |
| Kauko Jauhojärvi    | – Antti Lanto           |
| Irja Uusisalmi      | – Anna Kurkela          |
| Eelis Tiensuu       | – Poudan isäntä         |
| Elsa Kellinsalmi    | – Poudan emäntä         |
| Toivo Lampela       | – Outakodan vanhaisäntä |

## Utmärkelser
- Filmfestivalen i Berlin
  - Nominerad: Guldbjörnen (Rauni Mollberg)
- Jussi
  - Vann: Bästa skådespelare (Aimo Saukko)
  - Vann: Bästa foto (Kari Sohlberg )
  - Vann: Bästa regi (Rauni Mollberg)